# Steve Holland
Steve Holland (ur. 30 kwietnia 1970 w Derby) – angielski trener, piłkarz. Obecnie jest asystentem Garetha Southgate w reprezentacji Anglii.